# Zahvalna nedelja
V Sloveniji kristjani praznujejo t.i. Zahvalno nedeljo vsako leto na nedeljo po prazniku vseh svetih.
Kristjani ta dan praznujejo praznik hvaležnosti, vendar ne le za letino in pridelke, ki jih je dal Bog, ampak tudi za druge darove, kot so svoboda, dobrota, dom, vera ter medsebojni odnosi. Za kristjane zahvala zajema celotno življenje, ki je največji Božji dar.

## Zgodovina praznika
Praznik zahvale so poznala že starodavna ljudstva, ki so v znamenje zahvale in prošnje za blagoslov darovala ječmenove snope, poljedelska ljudstva pa so darovala enoletno jagnje. Z nastopom judovstva oziroma z izhodom judovskega ljudstva iz egiptovske sužnosti je zahvala dobila bogoslužni in odrešenjski pomen. Judje se tega dogodka spominjajo ob šotorskem prazniku (prim. 5 Mz 16,13–15 in 4 Mz 29,35–39).
Katoliška Cerkev z opozarjanjem na pomen zahvale in hvaležnosti Bogu, stvarstvu in ljudem prebuja in krepi osnovno razsežnost medsebojnih odnosov in jim daje novo kakovost. Najvišja oblika zahvale za kristjane je daritev svete maše, kjer se Bogu Očetu zahvaljujejo za vse, kar je podarjeno vernikom. Maša je prošnja in zahvala obenem, zato je praznovanje zahvalne nedelje povezano z bogoslužnim obredom.

## Slovenski običaji
Na zahvalno nedeljo se v slovenskih pokrajinah odvijajo različne šege in običaji. Ponekod okrasijo okolico cerkve z jesenskimi aranžmaji. Na območju Tržišča po starem običaju okrasijo daritveni in oba stranska oltarja s pridelki in darovi narave, kot so krompir, korenje, pesa, koleraba, zelje, buče, pšenica, koruza in stročnice. Na oltar postavijo steklenico mošta in hlebec domačega kruha.
V večini slovenskih župnij je po končani nedeljski maši pred cerkvijo agape (pogostitev) z domačimi dobrotami.